# Vicente Tofiño de San Miguel

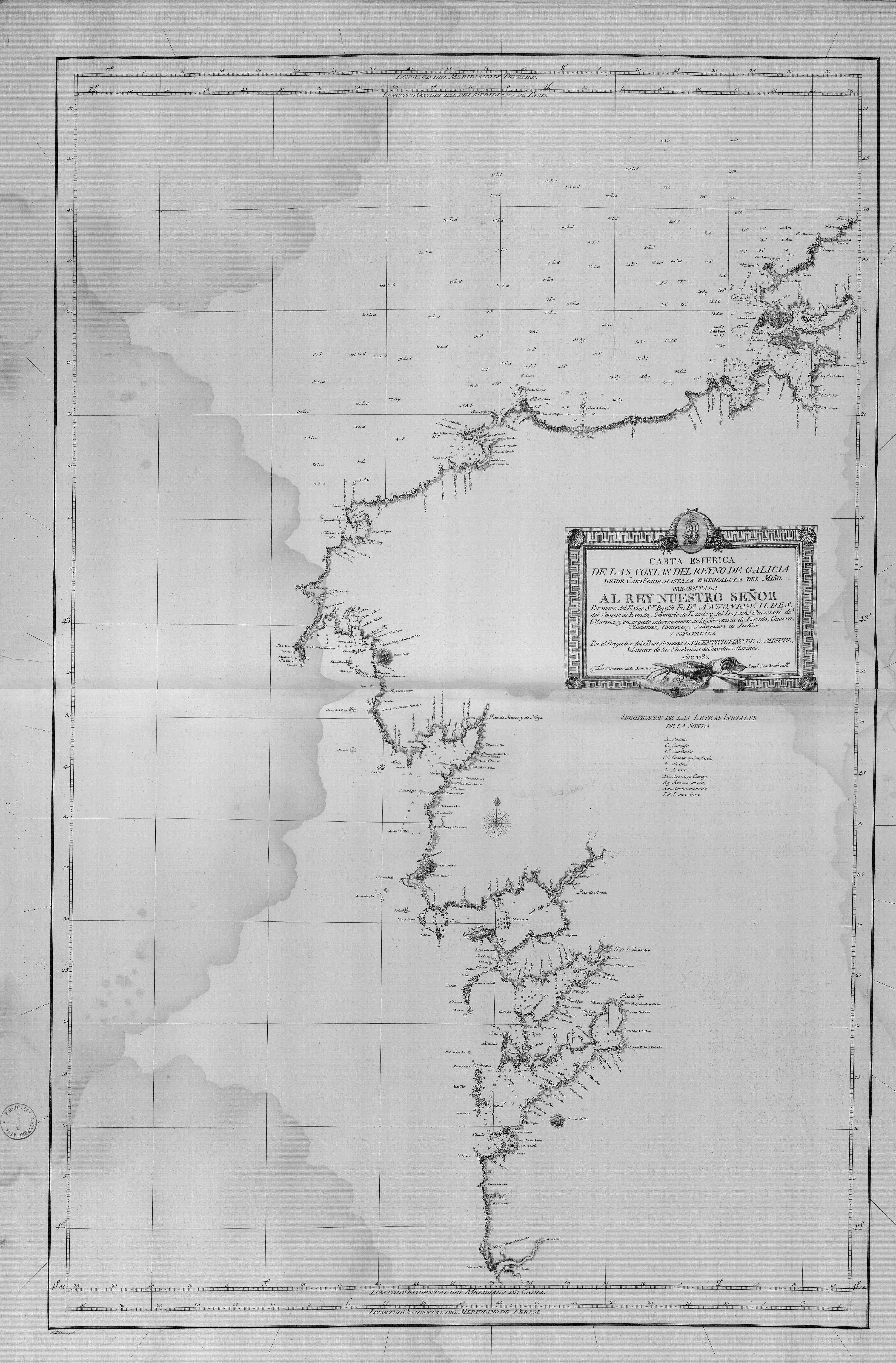
Mapa da costa da Galiza extraído do Atlas marítimo de España (1789), Madrid, publicado por Vicente Tofiño.

Vicente Tofiño de San Miguel y Vandewalle (Cádiz, 6 de setembro de 1732 — San Fernando, Cádiz, 15 de janeiro de 1795) foi um oficial naval, astrónomo, cartógrafo e cosmógrafo que se distinguiu pela elaboração de cartas hidrográficas e de roteiros das costas espanholas e do arquipélago dos Açores. Homem ilustrado, prototipo do soldado-cientista, Vicente Tofiño foi o renovador da cartografia náutica espanhola do século XVIII, com obras que mantiveram vigência até às primeiras décadas do século XX. Foi membro da Academia de la Historia e sócio correspondente da Academia Real das Ciências de Lisboa e da Real Sociedad Bascongada de Amigos del País.

## Biografia
Nasceu em Cádis no seio de uma família de militares, filho de Diego Tofiño de San Miguel, um militar natural de Villanueva de la Serena (Badajoz), e de sua esposa Juana de Vandewalle y Guzmán, esta gaditana. O pai, e um irmão, morreram em serviço durante uma ação bélica em Itália no ano de 1746, pelo que na condição de órfão de um militar foi autorizado a assentar praça antes de atingir a idade regulamentar para alistamento, o que fez em 1747, aos 15 anos, como cadete das Guardias Españolas. Foi colocado no Regimento de Múrcia, onde ascendeu a alferes e depois a tenente de Infantaria. Neste último posto, foi sucessivamente colocado no Regimento de Sória e no Regimento de Segóvia. Estava neste último regimento quando, em 1751, o então Secretário da Fazenda Zenón de Somodevilla y Bengoechea, o marquês de la Ensenada, concedeu permissão aos oficiais destacados de outros corpos para estudarem na recém-criada Academia de Artulharia de Cádis (Academia de Artillería de Cádiz). Aproveitou essa oportunidade, vindo a revelar-se um aluno brilhante.
Terminado o curso, em 1755 foi a solicitação de Jorge Juan y Santacilia nomeado para o cargo de professor de matemáticas na Academia de Guardia Marinas de Cádiz, sendo autorizado a conservar o seu posto no Exército. Dois anos mais tarde, em 1757, foi incorporado na Armada com o posto de tenente-de-fragata, iniciando então uma brilhante carreira naval.
Em 1759, esteve embarcado no navio Guerrero que fez parte da armada que trouxe o rei Carlos III de Nápoles para Espanha. Em 1763, integrou a guarnição do navio Santiago la España, comandado por José de Córdoba, participando numa campanha no Canal da Mancha.
Em 1768, aos 36 anos de idade, foi nomeado diretor da Academia de Guardas-Marinhas de Cádis (Academia de Guardia Marinas de Cádiz), ligando-se em definitiva à docência da astronomia e da cosmografia na formação de oficiais navais. Colaborou na elaboração do projecto inicial do edifício do Real Instituto y Observatorio de la Armada, da Compañía de Guardias Marinas, onde viria a trabalhar e a partir do qual publicou observações astronómicas de grande relevância científica, entre as quais a observação do trânsito de Vénus por diante do Sol, feita aproveitando o  eclipse de 3 de junho de 1769.
Participou na expedição espanhola contra Argel (1775) como segundo comandante da fragata Palas, comandada por Gonzalo de Cañas.
Em 1776, perante a necessidade crescente de oficiais navais, conseguiu a fundação das Academias de Guardia Marinas de Ferrol e Cartagena, das quais foi também nomeado diretor, assumindo assim a direção plena da formação de oficiais  para a Armada Espanhola.
Em 1780, embarcou no navio San Vicente, comandado por Francisco Gil, que ao tempo integrava a esquadra combinada. Em 1782, participou no Grande Cerco de Gibraltar (1779-1783), embarcado como ajudante de Louis de Berton des Balbes de Quiers, o duque de Crillon. Naquela operação militar teve a seu cargo o reconhecimento da zona onde foram colocadas as baterias flutuantes para o assédio à fortaleza de Gibraltar.
Após esta operação, em 1784 foi promovido a brigadeiro da Armada e, em 1789, a jefe de Escuadra (contra-almirante), sendo neste ano libertado do seu cargo de director das três Academias navais, conservando o seu vencimento, para que se pudesse dedicar plenamente a tarefas de assessoria científica às autoridades da Marinha, sendo sustituído na direcção das Academias por Cipriano Vimercati.
Apesar desta distinta carreira militar e do seu relevante papel na estruturação do ensino naval em Espanha, foi o levantamento das costas ibéricas e do norte de África, que deu origem ao monumental Atlas Marítimo de España, que lhe granjeou fama internacional como introdutor de métodos astronómicos e geodésicos na cartografia náutica.
A sua ligação à hidrografia e à produção cartográfica começou nos finais da década de 1770 quando foi encarregado de organizar a publicação das cartas náuticas das Canárias e da costa noroeste de África que tinham sido preparados por José Varela y Ulloa. Este oficial da Armada Espanhola tinha sido encarregado em 1776 de acompanhar a expedição francesa, dirigida por Jean-Charles de Borda, que a bordo das fragatas francesa La Boussole e L'Espiègle tinha sido autorizada pela Espanha a proceder ao levantamento hidrográfico do arquipélago das Canárias e da costa africana adjacente. Recorrendo aos dados recolhidos durante a expedição francesa, José Varela y Ulloa preparou um roteiro das Canárias e elaborou duas cartas daquele arquipélago e das costas de África desde o Cabo Espartel ao Cabo Verde. Entretanto, os conflitos com Portugal na América do Sul sobre as fronteiras do Brasil, e a consequente Guerra Luso-Espanhola (1735–1737), não permitiram editar de imediato aquelas cartas e Varela y Ulloa foi enviado para a América do Sul como membro da Comissão de Limites do Rio da Prata criada pelo Tratado de San Ildefonso de 1777. Na ausência de Varela y Ulloa, Vicente Tofiño de San Miguel foi encarregado de organizar a edição do roteiro e das cartas, ficando a partir daí ligado às questões da hidrografia e da cartografia náutica.
O sucesso na edição das cartas das Canárias levou Tofiño a solicitar o alargamento do levantamento hidrográfico às costas espanholas da Península Ibérica, no que foi atendido. Tendo sido restabelecida a paz entre a Espanha e a Inglaterra, em 1783 foi emitida uma ordem, assinada pelo almirante Antonio Valdés, para que a Armada colocasse à disposição de Tofiño os meios navais e técnicos necessários para a realização de um conjunto de campanhas hidrográficas nas costas ibéricas. Estas campanhas iniciais tiveram lugar desde o verão de 1783 até ao outono de 1786.
A estas expedições iniciais seguiram-se outras visando o levantamento integral das costas ibéricas e do Mediterrâneo ao longo do norte de África. O levantamento das costas do Mediterrâneo foi executado nos verões de 1783, 1784 e 1785. Durante o verão de 1786 foi executado o levantamento das costas de Portugal e Galiza e no verão de 1787 a costa cantábrica. No verão de 1788 foi realizada a campanha de levantamento do arquipélago dos Açores. Nestas expedições foi utilizada a fragata Santa María Magdalena e o bergantim Vivo. Para o acompanhar escolheu alguns dos mais brilhantes alunos das Academias de Guardia Marinas, especialmente da Academia de Cádis, entre os quais Julián Ortiz Canelas e José de Vargas Ponce, então alféreces de navío e Alejandro Belmonte, José Espinosa y Tello e Bernardo de Orta, tenientes de navío. Outros colaboradores foram Dionisio Alcalá Galiano, José de Lanz e Juan Vernacci. Como primeiro piloto escolheu Francisco Catalá, tendo Felipe Bauzá como ajudante. A equipa científico integrou também Salvador Fidalgo e Alessandro Malaspina, tendo este último depois sido nomeado comandante da fragata Astrea, da Real Companhia das Filipinas (Real Compañía de Filipinas), e ganhado notoriedade na exploração da costa noroeste da América do Norte (nas costas das atuais Califórnia, Oregon e Columbia Britânica).
O método seguido nos levantamentos hidrográficos baseava-se nas técnicas que tinham sido desenvolvidas por James Cook em 1763, combinando levantamentos hidrográficos, recorrendo à fragata e ao bergantim, com triangulações geodésicas de apoio realizadas em terra a partir de pontos de observação astronómica cujas coordenadas eram rigorosamente determinadas. As coordenadas destes pontos, os observatórios, eram determinadas recorrendo a equipamentos adquiridos em França e Inglaterra, com destaque para cronómetros náuticos (os guarda-tempos) da oficina de Ferdinand Berthoud.
Das diversas viagens de exploração realizada resultou a publicação, entre outras obras, do Derrotero de las costas de España en el mar Mediterráneo y África (1787) e uma colecção de cartas náuticas das costas de Espanha e do norte e noroeste da África (realizado em 1788), e um Derrotero de las costas de España en el Océano Atlántico y de las islas Azores o Terceras, para inteligencia y uso de las cartas esféricas (1789).
Um dos seus discípulos, Juan Francisco de la Bodega y Quadra, que navegou pelas costas da atual Colúmbia Britânica, deu o nome de Tofiño a uma baía da costa oeste da ilha de Vancouver, hoje Tofino Inlet, topónimo que deu origem ao nome da povoação de Tofino, situada na sua costa.
Foi académico da Real Academia de la Historia e sócio correspondente da Academia das Ciências de Paris (como correspondente de Jean-Charles de Borda) e da Academia Real das Ciências de Lisboa. Era membro da Real Sociedad Bascongada de Amigos del País e da Real Sociedad de Amigos del País de Mallorca.
Em 1788, aos 56 anos de idade, casou com a viúva Gertrudis de la Mola Esteller, mãe de Julián Ortiz Canelas, um dos seus ajudantes nas tarefas hidrográficas. Faleceu aos 62 anos de idade a 15 de janeiro de 1795 em San Fernando (Cádis), vítima de uma trombose, tendo alcançado o posto de brigadeiro da Armada e um elevado reconhecimento científico internacional.

## Obras
É autor das seguintes obras:
- Compendio de la geometría elemental y trigonometría rectilínea para uso de los Cavalleros Guardias Marinas, [Isla de León], 1771 (com edições em 1788, 1794 e 1799);
- Observaciones astronómicas hechas en Cádiz, en el Observatorio real de la Compañía de cavalleros Guardias Marinas, [Cádiz], 1776-1777;
- Derrotero de las costas de España en el Mediterráneo y su correspondiente de Africa, para inteligencia y uso de las cartas esféricas [...] construidas por el brigadier de la Real Armada Don Vicente Tofiño de San Miguel, Madrid, 1787;
- Derrotero de las costas de España en el océano Atlántico y de las islas Azores o Terceras, para inteligencia y uso de las cartas esféricas ... construidas por el brigadier de la Real Armada Don Vicente Tofiño de San Miguel, Madrid, 1789;
- Atlas Marítimo de España, [Madrid, 1789].